# Adoxotoma hannae
Adoxotoma hannae là một loài nhện trong họ Salticidae.
Loài này thuộc chi Adoxotoma. Adoxotoma hannae được Marek Żabka miêu tả năm 2001.